# 草鹿外吉
草鹿 外吉（くさか そときち、1928年8月28日 - 1993年7月25日）は、日本のロシア文学研究者、詩人、小説家、翻訳家である。

## 生涯
後の神奈川県鎌倉市に生まれる。父は海軍兵学校校長をつとめた草鹿任一であり、草鹿龍之介も親戚にあたるという海軍一家に育ち、湘南中学校から1945年海軍兵学校に入学する（77期）も、まもなく終戦を迎え、復員する。
第二次世界大戦復員後は、横浜工業専門学校を卒業後、早稲田大学に編入学して、ロシア文学を学ぶ。その後、早稲田大学や中央労働学院などで教えながら、日本福祉大学の教授となり、副学長もつとめた。
また、詩人としては〈詩人会議〉の常任運営委員もつとめ、詩集も刊行した。

## 作品ならびに業績
アレクサンドル・プーシキンを中心とした19世紀文学と、エフゲニー・エフトゥシェンコなどの同時代の詩人を中心に研究し、その方面の著書・訳書も多い。
また、1980年代には、みずからの海軍兵学校時代と、復員後の時期を題材にした『灰色の海』『海よさらば』の連作長編を書き、多喜二・百合子賞を受賞した。

## 受賞
- 多喜二・百合子賞

## 著作
- 『詩集 さまざまなとしのうた』（私家版） 1969年
- 『ソヴェト文学と現代 その創造と自由』（光和堂） 1971年
- 『ソルジェニーツィンの文学と自由』（新日本出版社） 1975年
- 『詩集 海と太陽』（青磁社） 1977年
- 『プーシキン 愛と抵抗の詩人』（新日本出版社、新日本新書） 1989年
- 『灰色の海』（新日本出版社） 1982年、のち光和堂 1994年
- 『海よさらば』（新日本出版社） 1988年、のち光和堂 1994年
- 『草鹿外吉全詩集』（思潮社） 1999年

### 主な訳書
- 『エフトウシェンコ詩集』（エフゲニー・エフトゥシェンコ、飯塚書店） 1962年
- 『マヤコフスキー詩集』（ウラジーミル・マヤコフスキー、飯塚書店） 1968年、のち新版・世界現代詩集 1977年
- 『ジュニア版 世界の詩 ロシア・ソビエト』（さ・え・ら書房） 1972年
- 『南十字星共和国』（ワレリー・ブリューソフ、白水社） 1973年、のち白水Uブックス 2016年
- 『レールモントフ選集』全2巻（ミハイル・レールモントフ、池田健太郎共編、光和堂） 1976年
- 『旅に出る時ほほえみを』（ナターリヤ・ソコローワ、サンリオSF文庫） 1978年、のち白水Uブックス 2020年
- 『狼の群』（ワシーリ・ブィコフ、青磁社） 1979年
- 『科学のプリンセス 学問と愛の旅 ソフィヤ・コヴァレーフスカヤ伝』（ニコライ・マトヴェーエフ、水曜社） 1982年
- 『芸術の青春』（アンドレイ・ヴォズネセーンスキイ、群像社） 1984年
- 『現代ロシア詩集』（編訳、土曜美術社、世界現代詩文庫） 1992年